# 弾丸闘牌 凌駕
『弾丸闘牌 凌駕』（だんがんとうはい りょうが）は、原案：山本修生、作画：渋沢さつきによる日本の漫画作品。『近代麻雀』（竹書房）にて、2000年より2002年まで連載された。かつて起こした事件がきっかけで人生を狂わされた警察官・八ツ森凌駕が総社組のパートタイムの代打ちとして活躍し、やがてはかつての事件の真相を見つけ出してゆく物語を描く。単行本は全4巻。

## 登場人物
八ツ森凌駕（やつもり りょうが）
本作の主人公。26歳。歌舞伎町の警察官であり、かつてはラピッドファイアピストルのオリンピック強化選手であったが、ある事件で独断で強盗を射殺し、人質だった山口美魚子に深刻なトラウマを負わせてしまう。それ以降はヒラ巡査に降格し、総社組のパートタイムの代打ちとして美魚子の入院費を稼ぐ。
山口美魚子（やまぐち みなこ）
本作のヒロインの1人。銀行員であったが、銀行強盗の人質に取られ、凌駕がその強盗を眼前で射殺したため、精神的ショックで足が立たなくなった。
函南羚子（かんなみ れいこ）
本作のもう1人のヒロイン。総社組の若頭。
倉橋達郎
歌舞伎署署長で、凌駕の上司。雀荘で自分勝手な振る舞いをしていたため函南の依頼を受けた凌駕と勝負するが敗れ、イカサマをしようとした際に函南に手を撃ち抜かれる。『白 HAKU』に同じ苗字の人物が登場している。
クリンザー
本名は夜陣 紘治（やたて こうじ）。かつて凌駕に殺された銀行強盗の兄。